# Mariči (budizem)
Mariči (Mārici), kitajsko Mo-Li-Dši, je pri budistih boginja mati in boginja sonca.
Boginja Mariči, ki jo častijo ob sončnem vzhodu, je zaščitnica pred boleznijo in zaščitnica na potovanjih pred tatovi in roparji. Upodobljenja je na vozu, ki ga vleče sedem merjascev, s tremi obrazi in šestimi rokami. Njeni zunanji simboli so igla, puščica, lok in zanka.